# Stărgel
Stărgel (bulgariska: Стъргел) är ett distrikt i Bulgarien.   Det ligger i kommunen Obsjtina Gorna Malina och regionen Sofijska oblast, i den västra delen av landet, 40 km öster om huvudstaden Sofia.